# Teatrul Juliusz Słowacki
Teatrul Juliusz Słowacki din Cracovia, Polonia (în poloneză Teatr im. Juliusza Słowackiego w Krakowie), construit în 1893, a fost modelat după unele dintre cele mai de seamă teatre europene baroce precum Opera din Paris, proiectată de Charles Garnier. Clădirea fost numită astfel după poetul polonez Juliusz Słowacki în 1909.

## Istorie
Proiectat de Jan Zawiejski, teatrul a fost ridicat în Piața Duhul Sfânt (Plac Św. Ducha), în locul fostei biserici din secolul al XIV-lea și mănăstirii ordinului religios „Duchacy” sau Ordinul Duhului Sfânt (de unde și numele pieței).

## Directori de teatru
- Tadeusz Pawlikowski (1893-1899)
- Józef Kotarbiński (1899-1905)
- Ludwik Solski (1905-1913)
- Tadeusz Pawlikowski (1913-1915)
- Lucjan Rydel (1915-1916)
- Adam Grzymała-Siedlecki (1916-1918)
- Teofil Trzciński (1918-1926)
- Zygmunt Nowakowski (1926-1929)
- Teofil Trzciński (1929-1932)
- Juliusz Osterwa (1932-1935)
- Karol Frycz (1935-39 și 1945-46)[4]
- Juliusz Osterwa (1946-1947)
- Bronisław Dąbrowski (1947-1950)
- Henryk Szletyński (1950-1954)
- Bronisław Dąbrowski (1954-1972)
- Krystyna Skuszanka (1972-1981)
- Andrzej Kijowski (1981-1982)
- Mikołaj Grabowski (1982-1985)
- Jan Paweł Gawlik (1985-1989)
- Jan Prochyra (1989-1990)
- Jerzy Goliński (1990-1992)
- Bogdan Hussakowski (1992-1999)
- Krzysztof Orzechowski (1999-2016)
- Krzysztof Głuchowski (2016-)

## Galerie

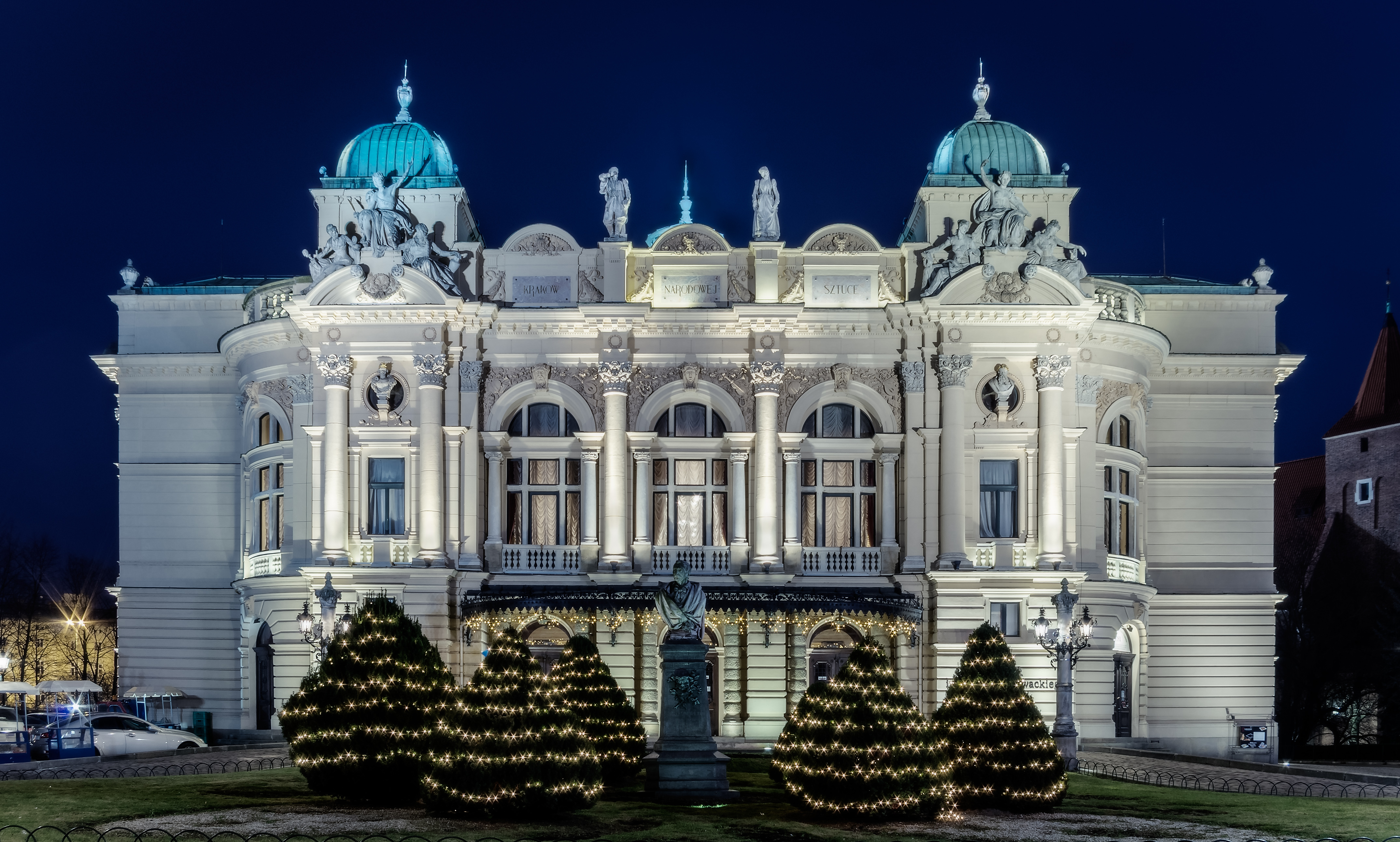
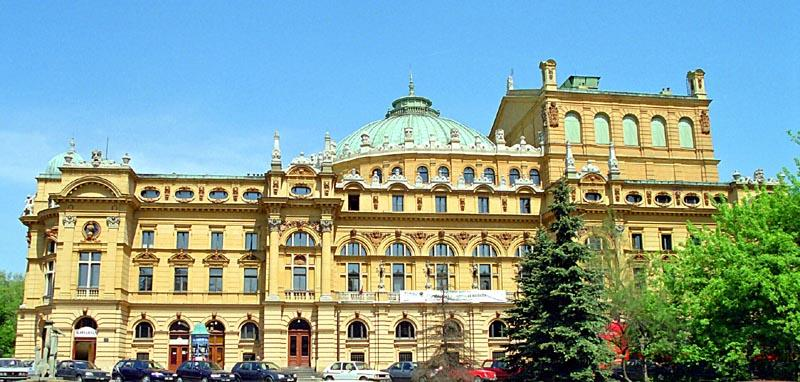
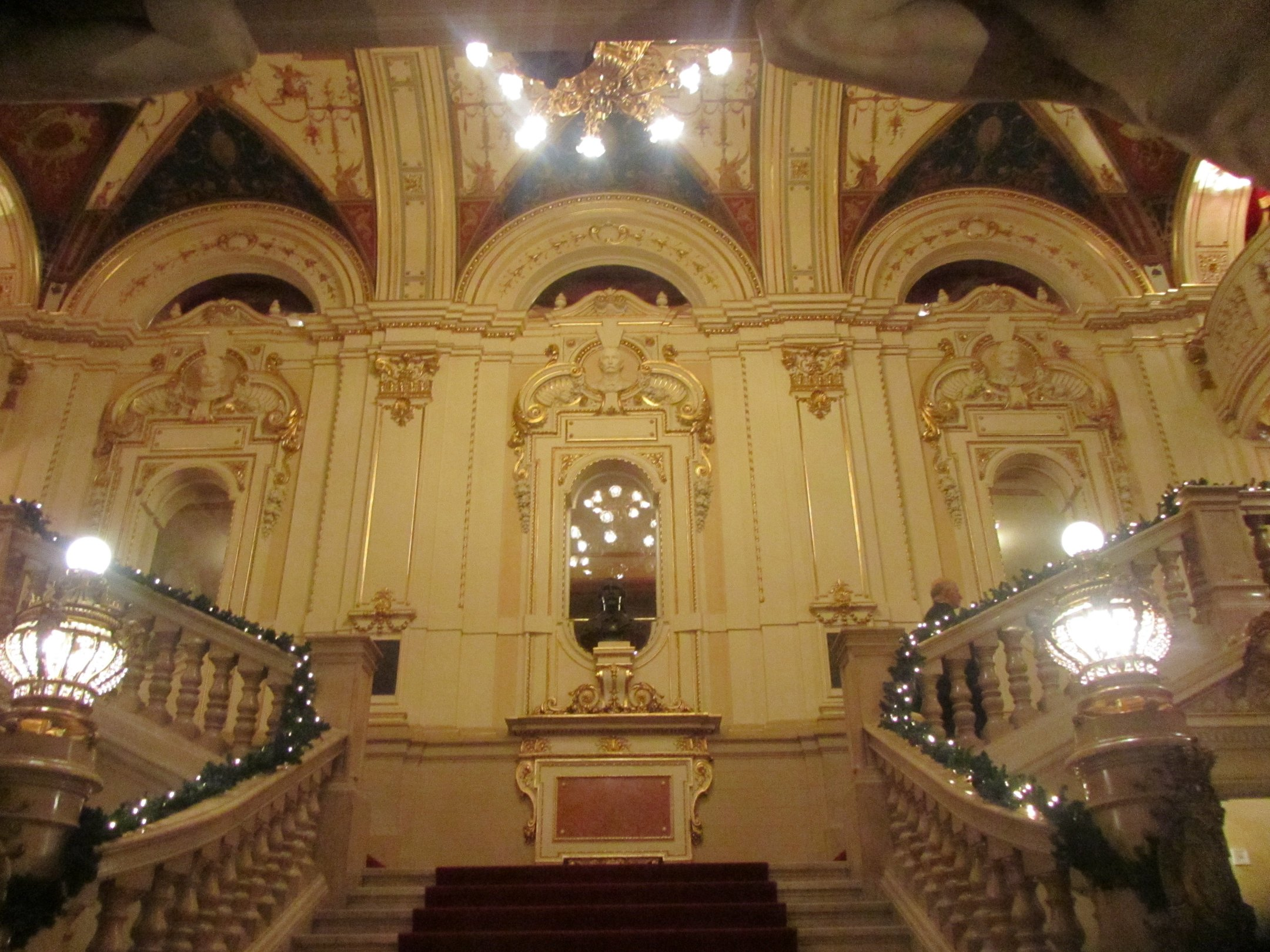
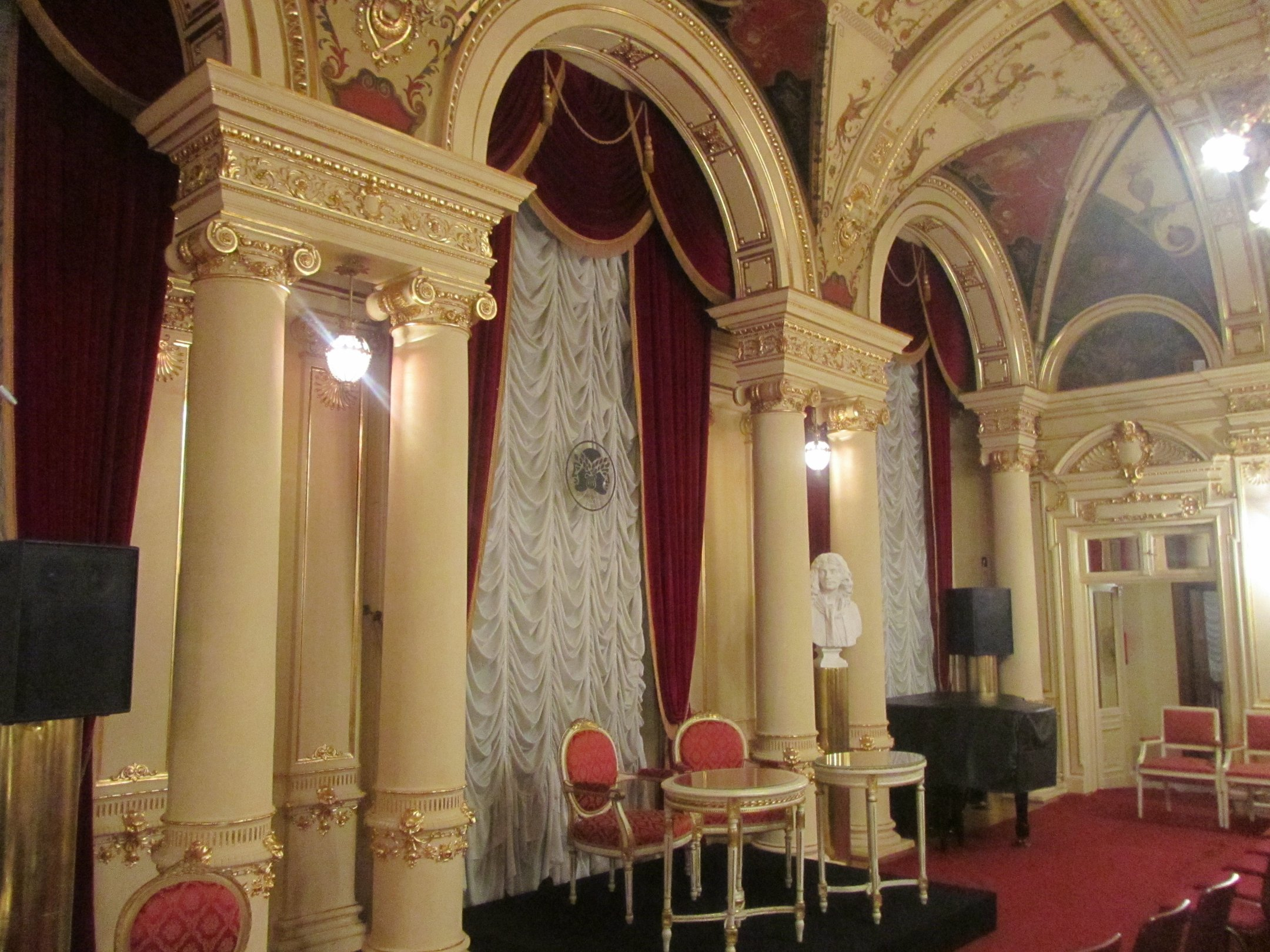
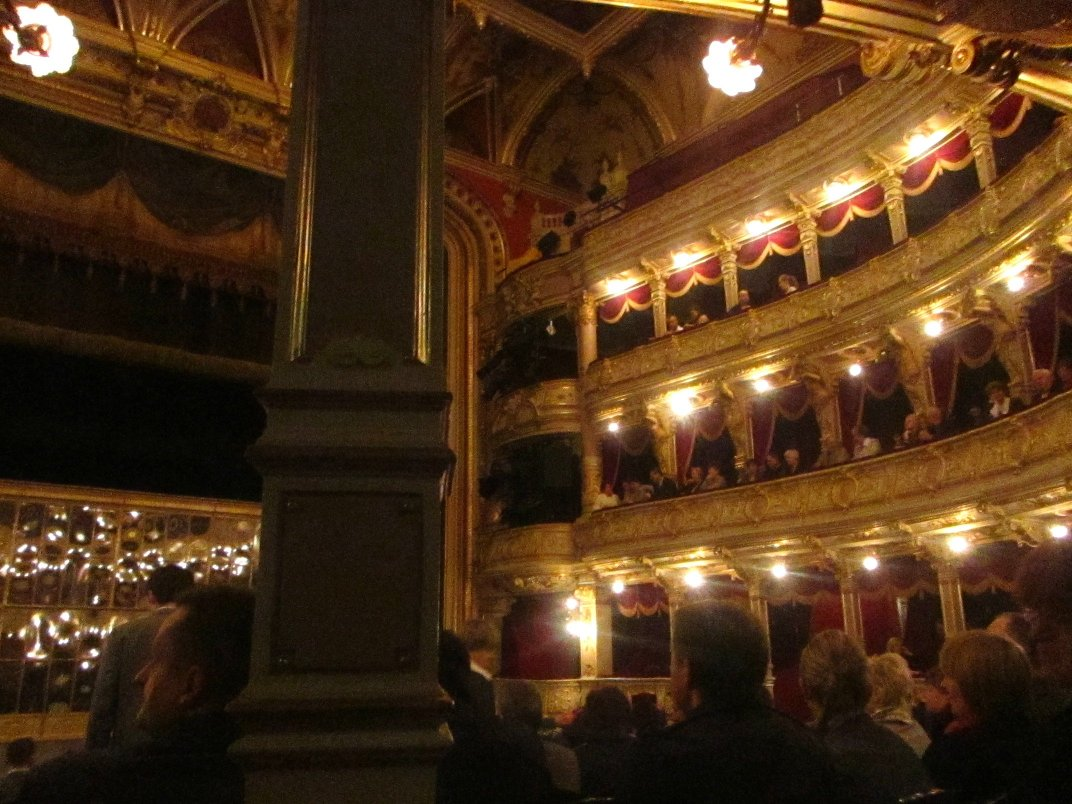